# US Open 1996 (Badminton)
Die Hong Ta Shan US Open 1996 im Badminton fanden vom 25. bis 29. September 1996 in Orange statt. Das Preisgeld betrug 200.000 US-Dollar, was dem Turnier zu einem Fünf-Sterne-Status im Grand Prix verhalf.

## Austragungsort
Orange County Badminton Club, Orange

## Sieger und Platzierte
| Disziplin    | Gold                          | Silber                       | Bronze                                  |
| ------------ | ----------------------------- | ---------------------------- | --------------------------------------- |
| Herreneinzel | Joko Suprianto                | Poul-Erik Høyer Larsen       | Rashid Sidek                            |
| Herreneinzel | Joko Suprianto                | Poul-Erik Høyer Larsen       | Fung Permadi                            |
| Dameneinzel  | Mia Audina                    | Camilla Martin               | Meiluawati                              |
| Dameneinzel  | Mia Audina                    | Camilla Martin               | Denyse Julien                           |
| Herrendoppel | Sigit Budiarto Candra Wijaya  | Cheah Soon Kit Yap Kim Hock  | Ha Tae-kwon Kim Dong-moon               |
| Herrendoppel | Sigit Budiarto Candra Wijaya  | Cheah Soon Kit Yap Kim Hock  | S. Antonius Budi Ariantho Denny Kantono |
| Damendoppel  | Eliza Nathanael Zelin Resiana | Julie Bradbury Joanne Goode  | Chung So-young Kim Shin-young           |
| Damendoppel  | Eliza Nathanael Zelin Resiana | Julie Bradbury Joanne Goode  | Indarti Issolina Deyana Lomban          |
| Mixed        | Kim Dong-moon Chung So-young  | Chris Hunt Helene Kirkegaard | Simon Archer Julie Bradbury             |
| Mixed        | Kim Dong-moon Chung So-young  | Chris Hunt Helene Kirkegaard | Nick Ponting Joanne Goode               |

## Finalergebnisse
| Disziplin    | Sieger                        | Finalist                     | Ergebnis     |
| ------------ | ----------------------------- | ---------------------------- | ------------ |
| Herreneinzel | Joko Suprianto                | Poul-Erik Høyer Larsen       | 15-13, 15-13 |
| Dameneinzel  | Mia Audina                    | Camilla Martin               | 11-5, 12-9   |
| Herrendoppel | Candra Wijaya Sigit Budiarto  | Yap Kim Hock Cheah Soon Kit  | 18-16, 15-10 |
| Damendoppel  | Zelin Resiana Eliza Nathanael | Joanne Goode Julie Bradbury  | 15-7, 15-5   |
| Mixed        | Kim Dong-moon Chung So-young  | Chris Hunt Helene Kirkegaard | 15-5, 15-7   |

## Halbfinalresultate
| Disziplin    | Sieger                        | Gegner                                  | Ergebnis           |
| ------------ | ----------------------------- | --------------------------------------- | ------------------ |
| Herreneinzel | Joko Suprianto                | Fung Permadi                            | 15-6, 15-8         |
|              | Poul-Erik Høyer Larsen        | Rashid Sidek                            | 15-13, 15-3        |
| Dameneinzel  | Camilla Martin                | Meiluawati                              | 11-4, 11-12, 11-3  |
|              | Mia Audina                    | Denyse Julien                           | 11-5, 11-0         |
| Herrendoppel | Candra Wijaya Sigit Budiarto  | Denny Kantono S. Antonius Budi Ariantho | 9-15, 15-10, 15-6  |
|              | Yap Kim Hock Cheah Soon Kit   | Kim Dong-moon Ha Tae-kwon               | 15-6, 9-15, 15-12  |
| Damendoppel  | Eliza Nathanael Zelin Resiana | Kim Shin-young Chung So-young           | 15-4, 15-2         |
|              | Joanne Goode Julie Bradbury   | Indarti Issolina Deyana Lomban          | 15-7, 15-7         |
| Mixed        | Kim Dong-moon Chung So-young  | Nick Ponting Joanne Goode               | 15-9, 15-5         |
|              | Chris Hunt Helene Kirkegaard  | Simon Archer Julie Bradbury             | 15-7, 12-15, 15-12 |